# صناعة عسكرية جزائرية

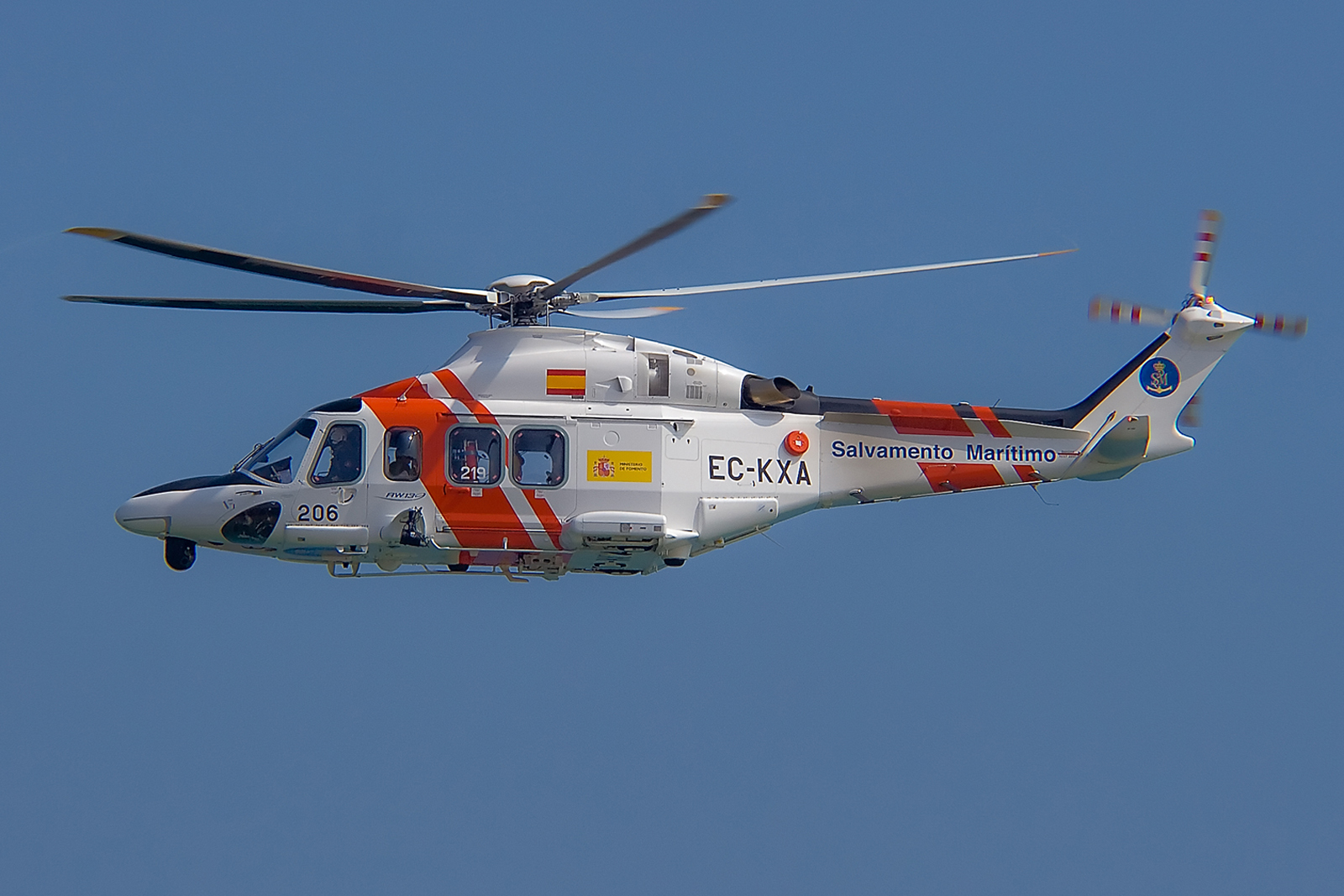
أغستاوستلاند إيه دبليو 139 شراكة جزائرية أيطاليا (سطيف)

فرناس 142 - سفير 43 طائرات للتدريب

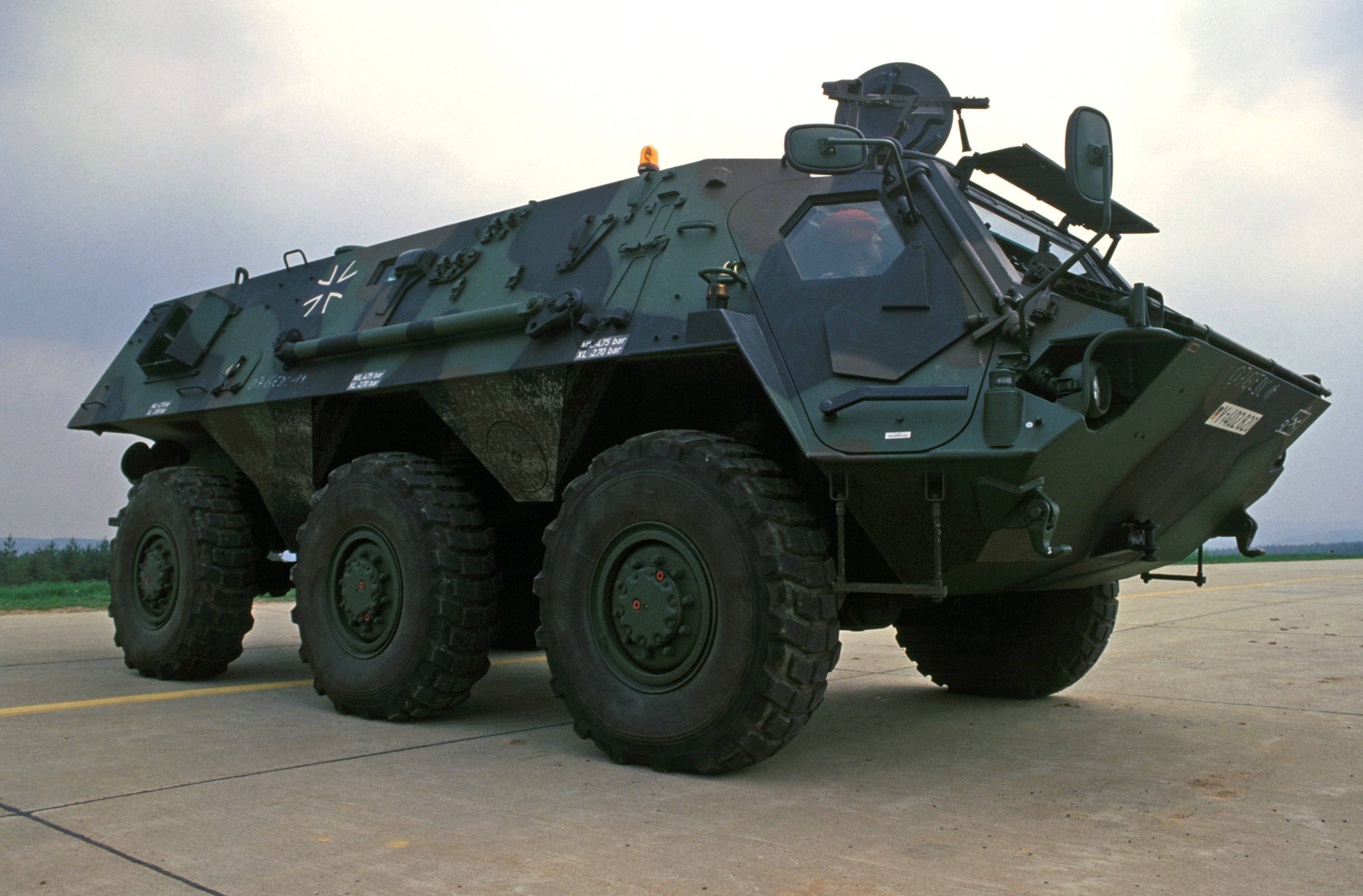
مدرعة فوكس 2 (الجزائر) لنقل الجنود

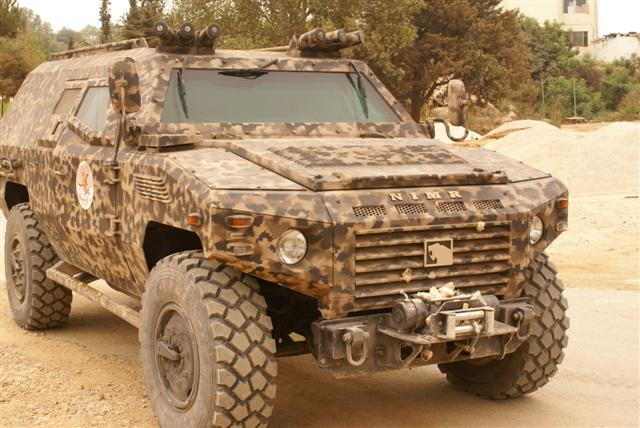
نمر الجزائر لنقل الجنود

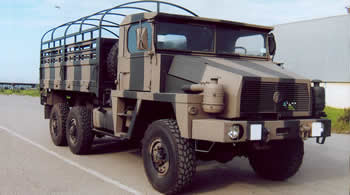
شاحنة سوناكوم (SONACOME) لنقل المعدات والجنود

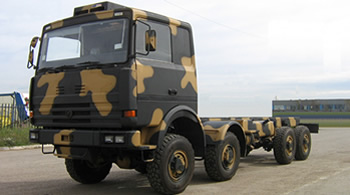
شاحنة قاطرة سوناكوم (SONACOME) لنقل المعدات والصواريخ سكود

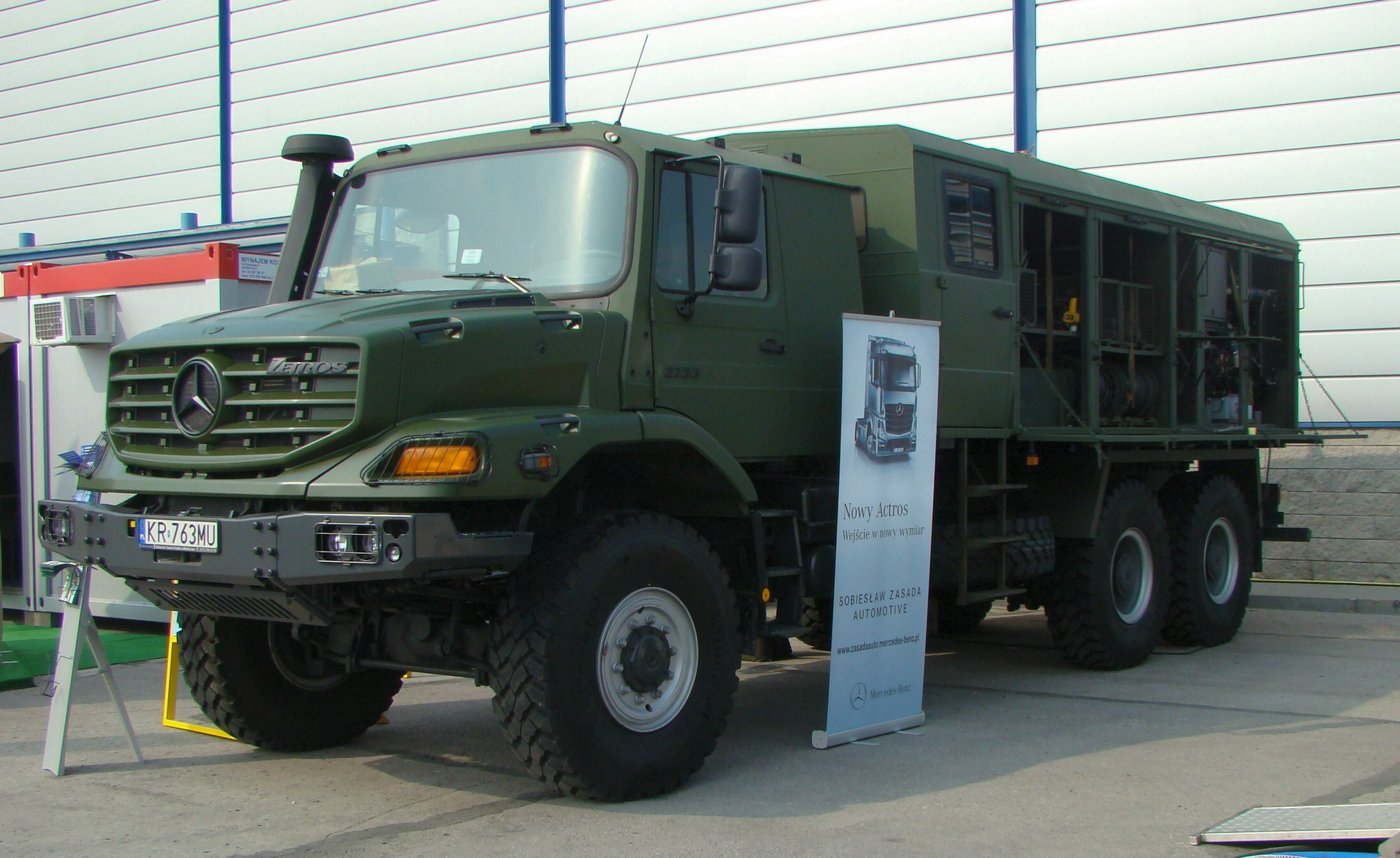
مرسيدس بنز زتروس، مصنع تيارت

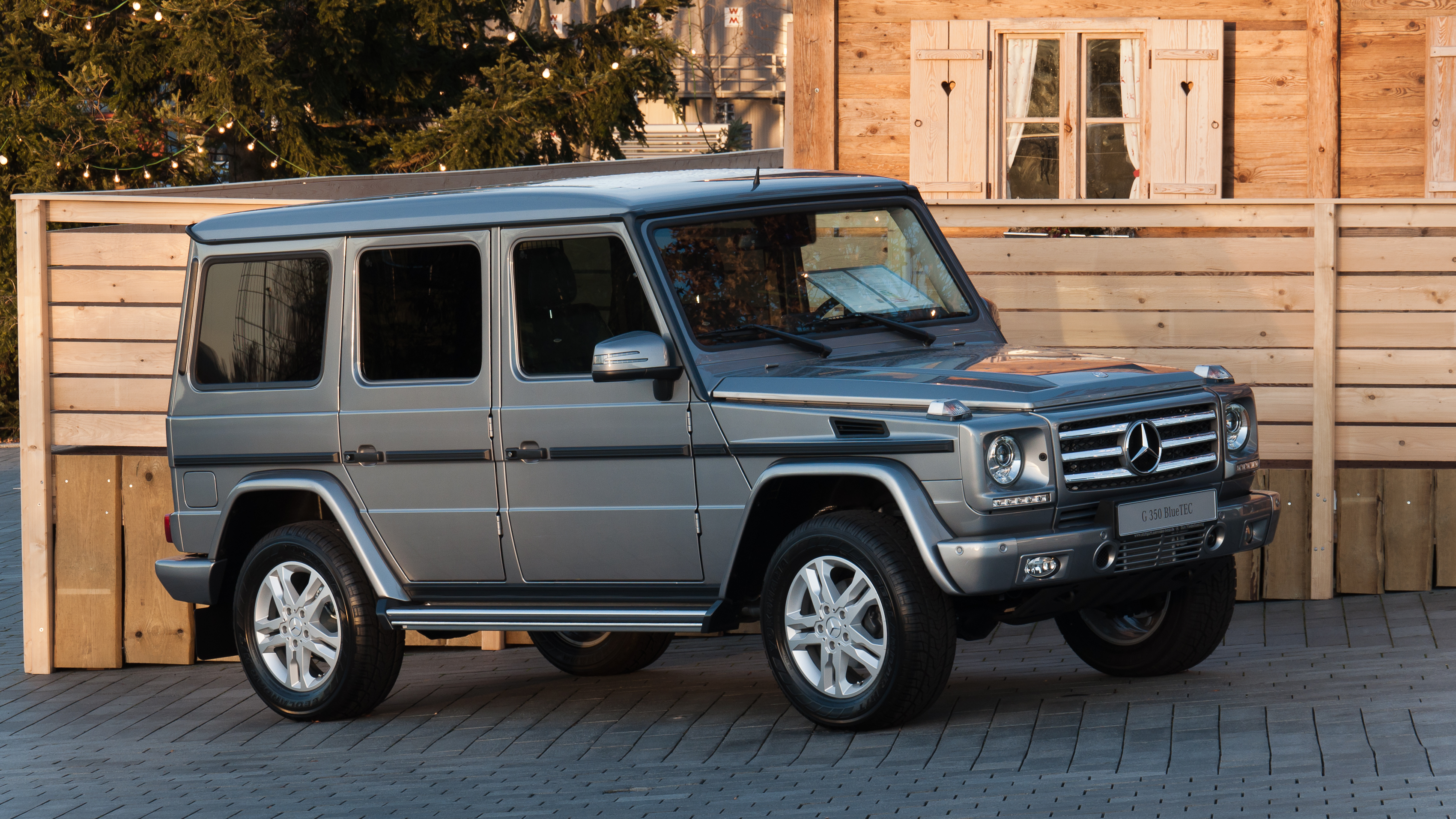
مرسيدس-بنز الفئة جي، مصنع تيارت قوات الأمن

بعد الحصار الاقتصادي والحظر الدولي للأسلحة على الجزائر والذي كانت فرنسا وأمريكا تقودها السبب الذي جعل الجزائر أن تعتمد على قدراتها الخاصة لتطوير صناعتها العسكرية للحرب على الإرهاب حيث قامت الدولة بتكليف قوات الجيش الجزائري ممثلة (بالمديرية المركزية للصناعة العسكرية (الجزائر) بالأعتماد على نفسها لصناعة العسكرية، وشراكة مع شركات عالمية مختصة.

### طائرة بدون طيار

الجزائر 55

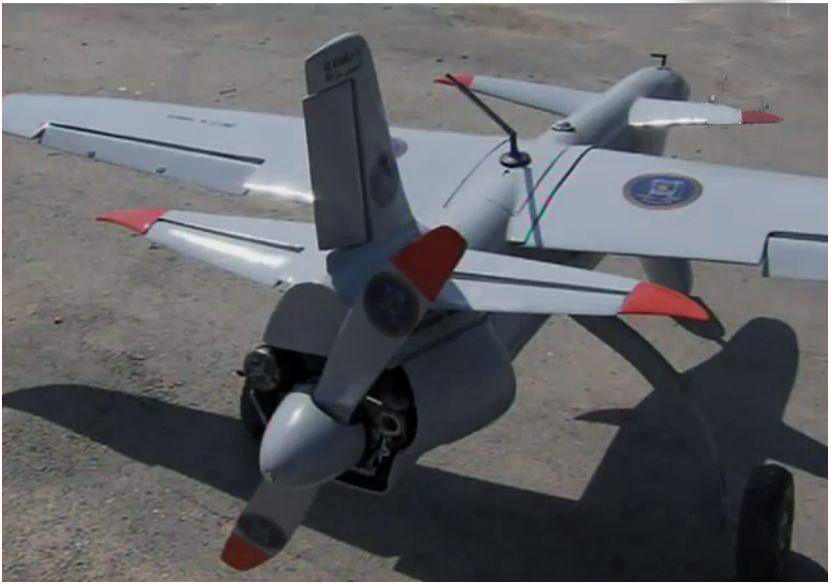
الفجر 10

## منتجات الصناعة العسكرية الجزائرية

### بطاقة فنية
أن هذه الطائرات المصنعة بالجزائر بأيادي وكفاءات وطنية من مهندسي وتقنيي الجيش الوطني الشعبي الجزائري "مجهزة بالتقنيات والوسائل الحديثة وتم تسميتها بـ«الجزائر 54» و"الجزائر 55" تيمنا بهاتين المحطتين التاريخيتين البارزتين في مسار الثورة التحريرية الجزائرية المباركة.
الدرون المسلح «الجزائر 54» يمكنه حمل صاروخ نمرود الموجه المستنسخ من الرابتور الجنوب أفريقي يمكن للجزائر 54 حمل اربع صواريخ من هذا النوع
كما يمكنها حمل طوربيدات مضادة للسفن والغواصات، تطورت قدرات الجيش الجزائري فيما يخص الدرونات بعد دخول الجزائر 54 و 55 الخدمة ودرونات من عائلة Ch، (الجزائر 54) يصنفان ضمن فئة طائرات بدون طيار ذات ارتفاع متوسط لمدى طويل (Male) ومن حيث الخصائص تتفوق (الجزائر 54) من حيث المدى والارتفاع ونقاط التسليح لكن يعاب عليها نوع الذخيرة فقط، ثم تأتي الفئة الاخيرة وهي الطائرات بدون طيار ذات الارتفاع الشاهق ولمدى الطويل (Hale) وفي الاخير فئة (Ucav) وهي الطائرات بدون طيار القتالية.
إلى جانب نموذج صغير الحجم يُعرف بالطائرة المتعددة المروحيات، شرعت الشرطة الجزائرية في استغلالها لعدة أغراض، وينتظر مركز البحث في التكنولوجيا الصناعية التابع لوزارة التعليم العالي والبحث العلمي (الجزائر)، الضوء الأخضر من المؤسسات الأمنية والعسكرية، لتزويدها بهذه الآليات الحديثة، بقصد استخدامها في مراقبة الحدود البرية.

### طائرات للتدريب
طائرات خفيفة بمعقدين (فرناس-142) والطائرات الخفيفة بأربعة مقاعد (سفير-43)، والطائرات الخفيفة ذات مقعد واحد (إكس-3أي)، المصنعة من قبل مؤسسة بناء الطائرات (ECA) بقاعدة طفراوي جنوب مدينة وهران، وهي نفس المؤسسة التي تقوم بتصنيع أول طائرة بدون طيار جزائرية بطول 3 أمتار والتي يمكن أن تطير على أرتفاع 7000 متر لمدة 36 ساعة والجزائر على وشك صناعة طائرة نقل عسكرية تحمل 18 جندي.

### السفن الحربية

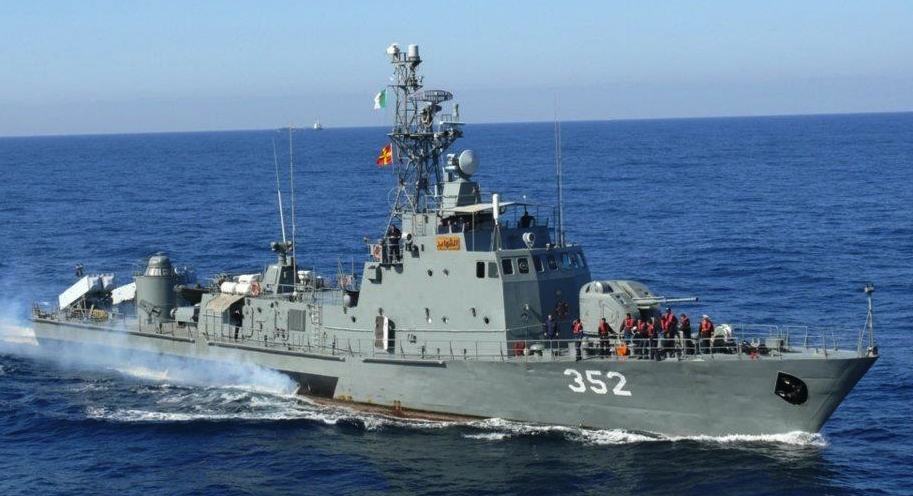
طراد جزائري «الشهاب» (352) صنعت في المرسى الكبير بمدينة وهران

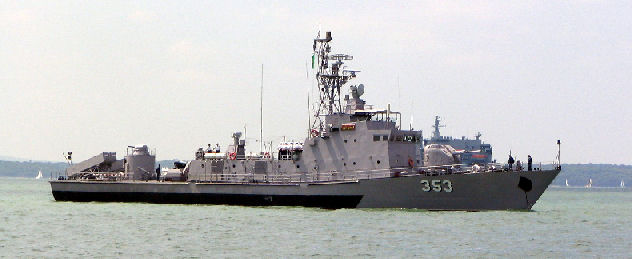
الطراد الجزائري "القرش" (353) صناعة جزائرية 100%

وهو ما سمح بإنتاج جميع قطع الغيار لأغلب القطع البحرية، وشهدت الفترة بداية التخطيط لبرنامج تطوير البحرية من مجرد بحرية مراقبة ساحلية إلى بحرية أعالي البحار.
كان أبرز ما حققته البحرية في هذه الفترة تطوير طراد جديد محلي التصنيع والتصميم من نوع كورفت جبل شنوة مجهزة لحرب السفن والغواصات ومهام البحث والإنقاذ، يبلغ طولها قرابة 60 م ووزنها 550 طن وسرعتها 30 عقدة، تم تسليح هذه القطع ب 4 صورايخ صينية من نوع سي-602 (C-602) ومدفعين أمامي 76 ملم من نوع AK-176 وخلفي مضاد للطيران 6x30 ملم من نوع AK-630.
تم محليا في هذه الفترة تصنيع: 
- 3 طرادات طراز جبل شنوة: جبل شنوة (351) - الشهاب (352) - القرش (353).
- وحدات صيانة لاعالي البحار قادرة على سحب سفن زنتها 5500 طن.
- فرقاطات بطول 120 متر ووزن 5000 طن.
- ساحبات موانئ.

### الأسلحة والصواريخ

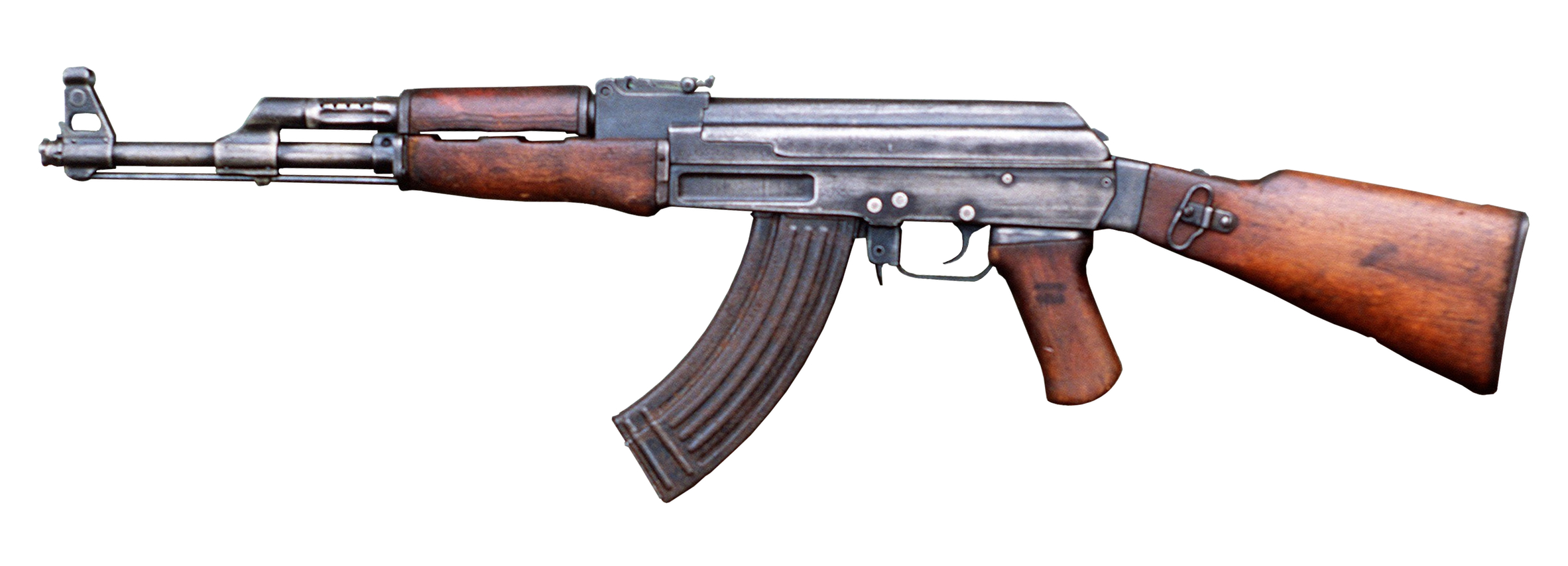
الكلاشنكوف (الجزائر)

تصنع مؤسسة البناءات الميكانيكية بخنشلة منذ عام 1990م تحت الترخيص أغلب الأسلحة الروسية مثل المسدسات والرشاشات أشهرها الكلاشنكوف (الجزائر) AK-47 وAK-12 قناصة Dragunov ورشاشات RPD بالإضافة إلى قاذفات آر بي جي RPG بالإضافة إلى ذخيرة كل نوع وجميع أنواع القذائف وصواريخ.

### الصناعة الميكانيكية
كما أنشئت أقطاب صناعية جديدة أخرى ومنها مصنعين بتيارت الأول بالشراكة مع (Diemler) لإنشاء مصانع لتركيب أنواع مختلفة من شاحنات وسيارات رباعية الدفع علامة (مرسيدس-بنز) والثاني بالشراكة مع (Rheinmetall) لإنشاء مصنع لمدرعات (مدرعة فوكس) و (Puma) وثالث بمنطقتي عين سمارة وواد حميمين بقسنطينة بالشراكة مع العلامتين الالمانتين (MTU-Deutz) لإنتاج المحركات.
- مرسيدس بنز زتروس، من المخطط إنتاج 2000 شاحنة من قبل الشركة الوطنية للعربات الصناعية (SNVI) لصالح وزارة الدفاع الجزائرية.[4]

تمتلك الجزائر مصانع ضخمة متخصص في الصناعات الحربية من بينها القاعدة المركزية للإمداد التي تقع في بني مراد ولاية البليدة، هذه القاعدة الضخمة التي تم انشاؤها في سنة 1975 وتم تجهيزها بمختلف الالات التكنلوجية الحديثة ويتمثل مهام هذه المؤسسة في تطوير وتصليح الالات الحربية مثل الدبابات المدرعات السيارات رباعية الدفع مما يغني الجزائر عن إرسال دباباتها ومدرعاتها إلى الدول المصنعة لتطويرها، كما يتم في نفس المؤسسة تصنيع الكثير من قطع الغيار المدرعات والدبابات، كما تقوم بتطوير وتصليح عتاد عسكري لعدة دول عربية وأفريقية نذكر على سبيل المثال تم تطوير كل المدرعات والدبابات التونسية والليبية في هذا المصنع، ومؤخرا يشغل المصنع قرابة 2000 عامل من مهندسين وتقنيين وخبراء في هذا المجال حيث تم تكوينهم في أكبر الجامعات الالمانية في مجال تخصصاتهم.

## وصلات خارجية
- وزارة الدفاع الوطني الجزائري نسخة محفوظة 8 أكتوبر 2017 على موقع واي باك مشين.
- 10 شركات للصناعة العسكرية بالجزائر